# محوطه تربه پیر جماعت
محوطه تربه پیر جماعت مربوط به هزاره اول قبل از میلاد است و در شهرستان نمین، بخش عنبران، روستای کلش واقع شده و این اثر در تاریخ ۲۳ شهریور ۱۳۸۲ با شمارهٔ ثبت ۱۰۰۲۶ به‌عنوان یکی از آثار ملی ایران به ثبت رسیده است.